# Сагне-Ляк-Сен-Жан

Сагне-Ляк-Сен-Жан (фр. Saguenay–Lac-Saint-Jean) — адміністративний регіон у провінції Квебек (Канада). У списку регіонів має умовний номер «02».
Названий на честь річки Сагне та озера Сен-Жан (фр. lac Saint-Jean).
Столиця — місто Сагне. Інші міста: Альма, Роберваль, Сен-Фелісьєн.
Населення регіону 274 095 осіб (2006), площа — 95 893 км².
Мешканці регіону — сагнейці (фр. saguenéens) — знамениті своєю гостинністю та веселим нравом. Внаслідок ізольованості від більшості населення Квебеку, в них виробився свій акцент та культура.
Під час другого референдуму щодо суверенітету Квебеку (1995) більшістьсагнейців проголосувало за незалежність.
Сагне-Ляк-Сен-Жан — чи не єдиний регіон, який має свій власний прапор.